# Lill-Trehörningen, Ångermanland
Lill-Trehörningen är en sjö i Kramfors kommun i Ångermanland och ingår i Nätraån-Ångermanälvens kustområde. Sjön har en area på 0,0281 kvadratkilometer och ligger 275 meter över havet. Sjön avvattnas av vattendraget Halmsjöån.

## Delavrinningsområde
Lill-Trehörningen ingår i det delavrinningsområde (700044-161577) som SMHI kallar för Utloppet av Lill-Trehörningen. Medelhöjden är 328 meter över havet och ytan är 0,85 kvadratkilometer. Det finns inga avrinningsområden uppströms utan avrinningsområdet är högsta punkten. Halmsjöån som avvattnar avrinningsområdet har biflödesordning 3, vilket innebär att vattnet flödar genom totalt 3 vattendrag innan det når havet efter 16 kilometer. Avrinningsområdet består mestadels av skog (100 procent).